# دوچاهی (قائنات)
دوچاهی روستایی در دهستان قائن بخش مرکزی شهرستان قائنات استان خراسان جنوبی ایران است. بر پایه سرشماری عمومی نفوس و مسکن در سال ۱۳۹۰ جمعیت این روستا ۷۴ نفر (در ۲۶ خانوار) بوده‌است.